# Зибет Папинга

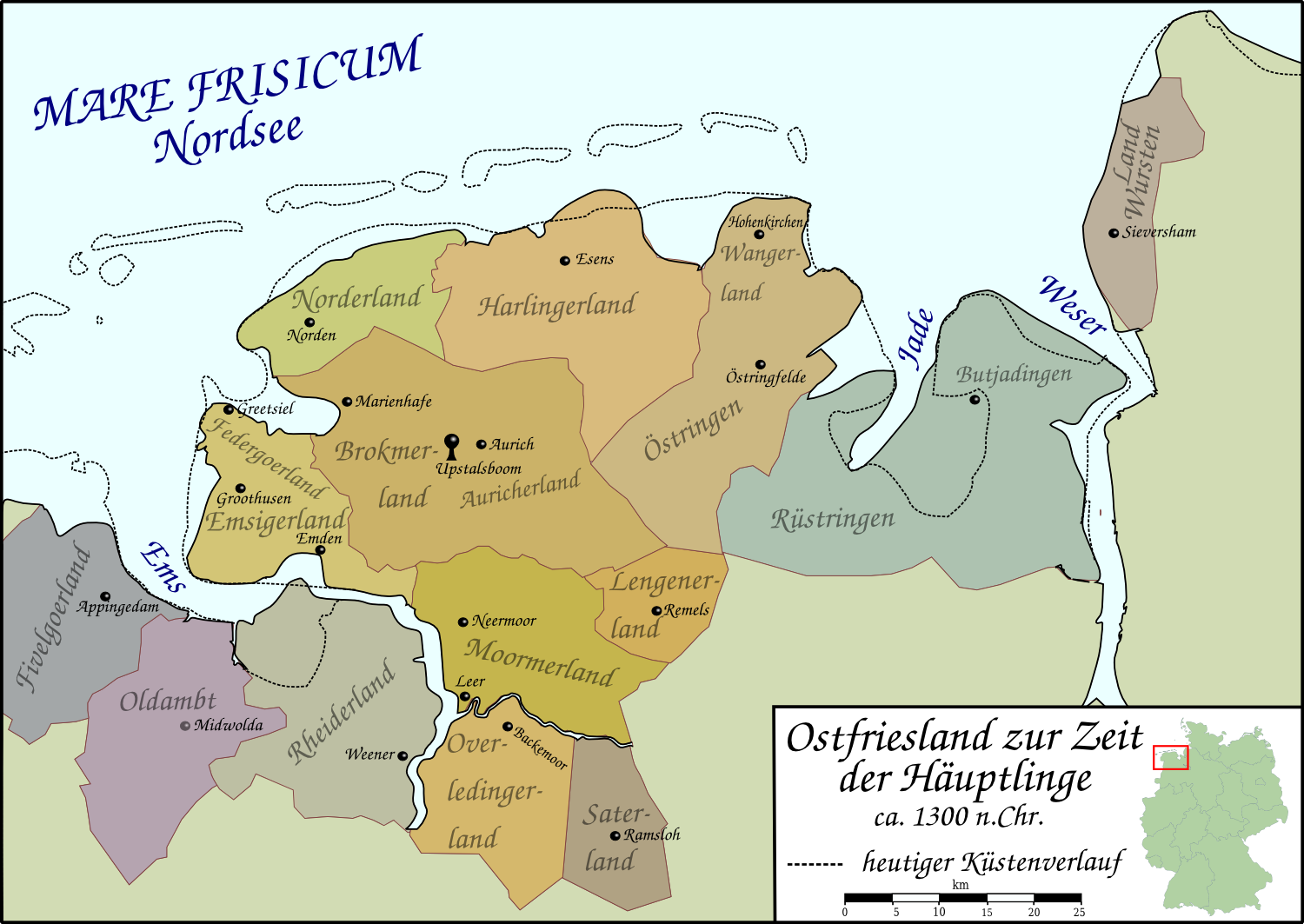
Восточная Фризия в период правления хофтлингов

Зибет Папинга (з.-фриз. Sibet Papinga, нем. Sibet Lubben; 1394 — 25 июля 1433), также Зибет фон Рюстринген, Зибет Люббен — восточнофризский хофтлинг (вождь) Рюстрингена и Эстрингена. Он сыграл важную роль в Великой фризской войне (1413—1422) и последующих войнах в Восточной Фризии (1426—1433).

## Биография
Зибет был младшим сыном Люббе Зибетса, хофтлинга Бурхафе в Бутъядингене, от первого брака с Фроувой, дочерью Эдо Вимкена-старшего, и воспитывался в Эденбурге. Поскольку единственный сын Эдо Вимкена, Додеко, уже умер в 1391 году, он передал по наследству своему внуку Зибету права вождя в своих землях в Банте, регионе Рюстрингена.
В письме графа Голландии Вильгельма VI от 11 августа 1416 года, он впервые упоминается как «хофтлинг Рюстрингена».
Зибет, хотя и был изначально только местным хофтлингом, проводил политику расширения власти, предположительно вдохновлённую примером, поданным его дедом, и возвышением восточнофризского рода хофтлингов том Брок. Он был женат в первом браке на дочери Кено II том Брока. Во время Великой фризской войны Зибет выбрал сторону том Броков, и под их руководством встал на сторону союзников. Он был вовлечён в несколько сражений в качестве командующего.
Используя как базу замок своего деда Эденбург, который он переименовал в Зибетсбург в 1416 году, Зибет направил свои экспансионистские устремления на Эстринген на северо-западе и на Нижний Везер на востоке. Через союзы со своим отцом в Бурхафе, своим дядей Мемме в Вадденсе и другими местными вождями он пытался получить господство над территорией, когда-то контролируемой Эдо Вимкеном-старшим. Однако поначалу его успех был незначительным. Уже в 1418 году крестьяне Бутъядингена восстали против правления Зибета и его налоговых требований. Благодаря союзу с графом Кристианом VI Ольденбургским он первоначально смог укрепить свою власть в военном отношении, но не смог помешать бутъядингенцам поставить себя под защиту Бремена в 1419 году и изгнать с их помощью местных хофтлингов. Даже с юридически обоснованным притязанием на повиновение крестьян он не одолел сильный ганзейский город.
В Эстрингене усилия Зибета по экспансии сначала имели лишь краткосрочный успех. Хотя он смог распространить свое правление на Евер с 1417 года, город уже в 1420 году был завоёван его шурином, Окко II том Броком, сыном Кено II. В результате Зибету пришлось отказаться от этого притязания на власть, а Окко со своей стороны пришлось уступить связанные с этим права на власть в Вангерланде. В том же году оба заключили союз для защиты и свободы Фризии против немецких правителей и городов документом от 23 октября 1420 года, и Зибет с этого момента сосредоточился только на своей рюстрингской территории.
В Восточной Фризии Зибет был достаточно силён, чтобы быть полностью независимым от Окко II том Брока. Заключив соглашение с императором Священной Римской империи Сигизмундом, он закрепил за собой свои владения.
В 1424 году он принял участие в кампании, чтобы изгнать бременцев, в ходе которой Окко II том Брок и Фокко Укена, хофтлинг Мормерланда и Ленгенерланда, вторглись в Штадланд якобы в отместку за казнь сыновей Диде Люббена в Бремене в 1419 году. Благодаря своему участию Зибет надеялся заявить о своих претензиях на власть во фризском Везермарше. Имея 120 кораблей и 4000 человек, они пересекли море и взяли Фридеборг возле Атенса. 29 июля 1424 года в Ольденбурге был подписан мирный договор. Хотя Бремен не смог удержать территорию, он помешал созданию новой территории хофтлингов и передаче Фридебурга Зибету. Замок был разрушен в 1425 году.
Впоследствии союз между Окко II том Броком и Фокко Укеной распался, что дало Зибету ещё одну возможность расширить своё правление в Эстрингене. В восточнофризских освободительных войнах Зибет встал на сторону Фокко, на дочери которого Амке он, вероятно, был женат во втором браке около 1423 года. С мая 1425 года он снова называл себя хофтлингом Рюстрингена и Эстрингена, что даёт основания полагать, что в это время он вернул Евер под свою власть. 27 сентября 1426 года крестьянское восточнофризское войско во главе с Фокко и Зибетом нанесли поражение бременско-ольденбургской армии рыцарей в битве при Детерне после того, как граф Дитрих фон Ольденбург оставил своих союзников во время битвы. В последующие годы Зибету пришлось подчиниться растущему стремлению сельских общин в Восточной Фризии, Эстрингене и Рюстрингене к автономии, и в 1427 году он взялся разрушить замок Евер. Однако ему удалось сохранить свое положение и авторитет главы земель.
Из-за своего тесного союза с Фокко Укеной Зибет, таким образом, вступил в конфликт с родом хофтлингов Кирксена из Гретзиля и освободительным движением «Свободный союз семи восточнофризских земель» , которое он возглавлял.
Около 1430 года Фокко потерпел поражение от этого союза, но несмотря на это Зибет смог и далее удержать у себя земли своих владений в Рюстрингене, Эстрингене и Вангерланде. Он смог отразить несколько атак Лиги свободы и ее союзников из Ольденбурга и Бремена на свой Зибетсбург, например, благодаря своей победе при Шаре 29 мая 1432 года. В последующем мирном договоре от 14 июня 1432 года побеждённые сельские общины признали власть Зибета над замками Зибетсбург, Евер и Фридебург в Эстрингене.
Зибет поддерживал виталийских братьев, которым он, среди прочего, предложил убежище в Зибетсбурге. Он обосновывал это в 1432 году тем, что должен был отомстить за своего деда Эдо Вимкена-старшего, который попал в плен в 1405 году в связи с ганзейско-голландскими конфликтами и был отпущен только за выкуп. Таким образом он спровоцировал Ганзейский союз, и в июне 1433 года город Гамбург отправил экспедиционный корпус под руководством Симона фон Утрехта в Восточную Фризию. Войска смогли отвоевать замок Эмден у союзного Зибету хофтлинга Иммела Абдены, который также поддерживал виталийских братьев. Зибет и его зять, хофтлинг Удо фон Норден, собрали армию в помощь ему, но 29 июля 1433 года потерпели поражение от восточнофризских и гамбургских войск в битве при Баргебуре. Зибет был ранен в бою и умер через несколько дней после боя в Лютетсбурхе. Затем Зибетсбург, защищаемый в то время его сводным братом Хайо Харльдой, был взят в начале сентября 1433 года. В 1435 году он был разрушен.
Он был серьёзно ранен и вскоре после этого умер.